# Solanum subsect. Estolonifera
Solanum subsect. Estolonifera es una subsección del género Solanum. Incluye las siguientes especiesː

## Especies
- Solanum etuberosum Lindl.
- Solanum fernandezianum Phil.
- Solanum palustre Poepp. ex Schltdl.